# 72 Feronija
72 Feronija (mednarodno ime 72 Feronia) je velik asteroid v glavnem asteroidnem pasu. Kaže značilnosti treh tipov (tipa T, tipa D in tipa G).

## Odkritje
Asteroid je odkril Christian Heinrich Friedrich Peters (1813 – 1890) 29. maja 1861.. Asteroid je poimenovan po Feroniji, boginji plodnosti iz rimske mitologije. 

## Lastnosti
Asteroid Feronija obkroži Sonce v 3,41 letih. Njegova tirnica ima izsrednost 0,121, nagnjena pa je za 5,417° proti ekliptiki. Njegov premer je 86,1 km, okrog svoje osi pa se zavrti v 8,097 urah .